# James Kendrick Williams
```

```

James Kendrick Williams (ur. 5 września 1936 w Athertonville, Kentucky) – amerykański duchowny katolicki, biskup Lexington w latach 1988-2002.

## Życiorys
Święcenia kapłańskie otrzymał 25 maja 1963 i inkardynowany został do archidiecezji Louisville. Był m.in. kapelanem w nowicjacie zgromadzenia Sióstr Miłosierdzia z Nazaretu (1971-1978), członkiem senatu duchowieństwa archidiecezji i dyrektorem komisji personalnej (1981-1984).
15 kwietnia 1984 papież Jan Paweł II mianował go biskupem pomocniczym diecezji Covington ze stolicą tytularną Catula. Sakry udzielił mu ówczesny zwierzchnik diecezji bp William Anthony Hughes. Podczas swej posługi biskupiej pełnił jednocześnie funkcję wikariusza generalnego. 
14 stycznia 1988 mianowany pierwszym ordynariuszem nowo utworzonej diecezji z siedzibą w Lexington (wydzielonej z diecezji Covington i archidiecezji Louisville). Na emeryturę przeszedł przedwcześnie w atmosferze skandalu obyczajowego. Trzech mężczyzn oskarżyło go o molestowanie seksualne w latach 60. i 70. Bp Williams nie przyznał się do winy, ale dla poprawienia atmosfery zrezygnował z rządów 11 czerwca 2002. Na emeryturę udał się do bliżej nieokreślonego miasta w Kentucky.